# Nikša Kaleb
Nikša Kaleb (Metković, 9. ožujka 1973.), hrvatski rukometni reprezentativac.

## Klupska karijera
Rukomet počeo trenirati s 10 godina, prvi trener mu je bio Vinko Jurković. S nepunih 16 godina počinje igrati za seniorsku momčad RK Mehanika (današnji RK Metković), zajedno s Slavkom Golužom, Patrikom Ćavarom i drugima. Nakon studija u Zagrebu, u sezoni 1993./94., na poziv svog kluba se vraća i tu sezonu je izboren ulazak u 1. hrvatsku rukometnu ligu. U Metkoviću igra neprekidno do sezone 1996./97. Radi suspenzije zarađene na utakmici u Splitu protiv RK Split Brodomerkur sljedeću sezonu odlazi igrati u Katar. Povratkom u Metković, postaje jedan od nositelja igre metkovskog kluba u sljedećih nekoliko sezona u kojima klub igra i na europskoj sceni. Pred Olimpijske igre u Ateni 2004 prelazi u RK Zagreb.
S Metković Jambom je osvojio kup EHF-a 2000. i Hrvatski kup 2001. i 2002. Sa Zagrebom je osvojio sve naslove prvaka i kupa od 2005. do 2008.
2008. je završio karijeru.

## Reprezentativna karijera
Poznat po velikoj srčanosti i borbenosti na parketu, izborio je poziv u reprezentaciju za SP u Portugal 2003. godine. Srčanost je nastavio pokazivati i kad je došao do mjesta u reprezentaciji: igrao je i pod injekcijama za Hrvatsku.
S hrvatskom rukometnom reprezentacijom osvojio zlatnu olimpijsku medalju u Ateni 2004., zlatnu medalju na  Svjetskom prvenstvu u Portugalu 2003., te srebra na  Svjetskom prvenstvu u Tunisu 2005. i  Europskom prvenstvu u Norveškoj 2008. Zadnji nastup za reprezentaciju je imao na EP u Norveškoj 2008, a u toj sezoni završava i aktivnu rukometnu karijeru. 
Kao član reprezentacije 2004. godine dobitnik je Državne nagrade za šport "Franjo Bučar".
Dobitnik je Nagrade grada Metkovića "Ždral" u sportske uspjehe 2004.

## Zanimljivosti
- Na OI u Ateni ostavio je upečatljiv trag sa svojim efektnim pogotkom u skoku, varkom kroz noge pa udarcem preko glave, leđima okrenut vrataru, u četvrtfinalu protiv Grka.
- Sudjelovao je u trećoj sezoni HRT-ove zabavne emisije Ples sa zvijezdama.
- Aktivno se vrlo uspješno bavi ronjenjem, a pomagao je i u snimanju HRT-ovog serijala o hrvatskom podmorju.